# Ligyrocoris slossonae
Ligyrocoris slossonae är en insektsart som beskrevs av Barber 1914. Ligyrocoris slossonae ingår i släktet Ligyrocoris och familjen Rhyparochromidae. Inga underarter finns listade i Catalogue of Life.